# 龍門山脈
龍門山脈（りゅうもんさんみゃく、龍門山、簡体字: 龙门山, 拼音: Lóngmén Shān）は、中国四川省北部の主要な山脈の一つで景勝地としても著名な山。
四川盆地の北西の縁に沿って聳え立ち、北東から南西の方向に伸びている。北東は四川省と陝西省との境界付近の広元市青川県に始まり、南西はカンゼ・チベット族自治州の南東端にある瀘定県まで続く。全長は約500km、幅は30kmから70km、広元市、綿陽市、成都市、アバ州、雅安市、カンゼ州にまたがり、平坦で標高200mから500mほどの四川盆地と、標高4,000mを超え7000mにまで達する四川省西部の高山地帯を分けている。最高峰の九頂山は綿陽市の北西部にあり、海抜は4,984m。
龍門山は古名を「茶坪山」、「湔山」などと呼び、伝説では龍門山の北の汶山（岷山山脈の別名）・石紐（現在の北川チャン族自治県）が禹の誕生の地とされる。銀廠溝など多数の景勝地があり、またハンカチノキ（珙桐）、メタセコイア（水杉）、イチョウなど太古から生き延びた植物や、ジャイアントパンダ、レッサーパンダなど希少な動物が住むなど生態系や生物多様性の面でも貴重な土地である。中国政府は龍門山国家地質公園、龍門山国家森林公園、龍門山自然保護区などを設け生態系を保護している。2004年に彭州市にある九峰山一帯の「龍門山風景名勝区」は中華人民共和国国家重点風景名勝区に認定された。
青蔵高原と四川盆地の間を一直線に伸びる山脈の下には龍門山断層帯が長さ約500km、幅70kmにわたり伸びている。ユーラシアプレートの下にインドプレートが入ることでチベット高原が隆起を続けており、さらに東へゆっくりと移動し四川盆地周辺を圧迫している。盆地西部には岷山山脈・邛崍山脈・大雪山脈などの高山が、盆地北部や東部にも褶曲山脈が造られている。西のチベット高原からの圧力に対し四川盆地の硬い地盤がぶつかって形成されているのが両者の境界をなす龍門山脈で、その下に断層が形成された。周囲の鮮水河断層に比べ活動が鈍いとみられてきた龍門山断層は2008年5月12日に汶川地震（四川大地震）を起こし、龍門山脈の北西の山間の街や、南東の平野部の街を壊滅させた。